# Unión Deportiva Almería 2022-2023

## Maglie e divise
| Casa | Trasferta | Terza maglia |

Sponsor tecnico : Castore

## Rosa
In corsivo i calciatori ceduti durante la stagione
| N. |                       | Ruolo | Calciatore         |
| -- | --------------------- | ----- | ------------------ |
| 1  | Spagna (bandiera)     | P     | Fernando Pacheco   |
| 1  | Spagna (bandiera)     | P     | Diego Mariño       |
| 2  | Brasile (bandiera)    | D     | Kaiky              |
| 3  | Spagna (bandiera)     | C     | Gonzalo Melero     |
| 4  | Spagna (bandiera)     | C     | Íñigo Eguaras      |
| 5  | Argentina (bandiera)  | C     | Lucas Robertone    |
| 6  | Spagna (bandiera)     | C     | César de la Hoz    |
| 7  | Belgio (bandiera)     | C     | Largie Ramazani    |
| 8  | Spagna (bandiera)     | C     | Francisco Portillo |
| 9  | Nigeria (bandiera)    | A     | Umar Sadiq         |
| 9  | Mali (bandiera)       | A     | El Bilal Touré     |
| 10 | Spagna (bandiera)     | A     | Curro Sánchez      |
| 10 | Spagna (bandiera)     | A     | Adrián Embarba     |
| 11 | Portogallo (bandiera) | A     | Dyego Sousa        |
| 12 | Brasile (bandiera)    | A     | Léo Baptistão      |
| 13 | Spagna (bandiera)     | P     | Fernando Martínez  |

| N. |                               | Ruolo | Calciatore        |
| -- | ----------------------------- | ----- | ----------------- |
| 14 | Brasile (bandiera)            | C     | Lázaro            |
| 15 | Guinea Equatoriale (bandiera) | D     | Sergio Akieme     |
| 16 | Spagna (bandiera)             | A     | José Carlos Lazo  |
| 16 | Colombia (bandiera)           | A     | Luis Suárez       |
| 17 | Spagna (bandiera)             | D     | Alejandro Pozo    |
| 18 | Spagna (bandiera)             | C     | Arnau Puigmal     |
| 19 | Brasile (bandiera)            | D     | Rodrigo Ely       |
| 20 | Spagna (bandiera)             | D     | Álex Centelles    |
| 21 | Spagna (bandiera)             | D     | Chumi             |
| 22 | Serbia (bandiera)             | D     | Srđan Babić       |
| 23 | Portogallo (bandiera)         | D     | Samú Costa        |
| 24 | Guinea-Bissau (bandiera)      | D     | Houboulang Mendes |
| 25 | Spagna (bandiera)             | P     | Diego Fuoli       |
| 26 | Slovacchia (bandiera)         | C     | Martin Šviderský  |
| 27 | Serbia (bandiera)             | A     | Marko Milovanović |
| 28 | Portogallo (bandiera)         | C     | Gui               |

## Calciomercato

### Sessione estiva
| Acquisti         | Acquisti              | Acquisti           | Acquisti                   |
| R.               | Nome                  | da                 | Modalità                   |
| ---------------- | --------------------- | ------------------ | -------------------------- |
| A                | El Bilal Touré        | Stade Reims        | definitivo (8 milioni €)   |
| D                | Kaiky                 | Santos             | definitivo (7 milioni €)   |
| A                | Lázaro                | Flamengo           | definitivo (7 milioni €)   |
| C                | Marko Milovanović     | Partizan           | definitivo (3,5 milioni €) |
| D                | Alejandro Pozo        | Siviglia           | definitivo (3 milioni €)   |
| P                | Gui                   | Vitória Guimarães  | definitivo (3 milioni €)   |
| C                | Gonzalo Melero        | Levante            | definitivo (1,9 milioni €) |
| A                | Leo Baptistao         | Santos             | definitivo (1,5 milioni €) |
| D                | Srđan Babić           | Stella Rossa       | definitivo (1,1 milioni €) |
| A                | Adrián Embarba        | Espanyol           | definitivo (1 milione €)   |
| P                | Fernando Pacheco      | Alavés             | gratuito                   |
| D                | Houboulang Mendes     | Lorient            | gratuito                   |
| D                | Arnau Solà            | Barcellona B       | gratuito                   |
| Altre operazioni |                       |                    |                            |
| R.               | Nome                  | a                  | Modalità                   |
| D                | Nikola Maraš          | Rayo Vallecano     | fine prestito              |
| D                | Jonathan Silva Vieira | Botafogo           | fine prestito              |
| P                | Dragan Rosić          | Albacete           | fine prestito              |
| A                | Cristian Olivera      | Peñarol            | fine prestito              |
| A                | Jordi Escobar         | Barcellona Atlètic | fine prestito              |

| Cessioni         | Cessioni              | Cessioni        | Cessioni                  |
| R.               | Nome                  | a               | Modalità                  |
| ---------------- | --------------------- | --------------- | ------------------------- |
| A                | Umar Sadiq            | Real Sociedad   | definitivo (20 milioni €) |
| A                | José Carlos Lazo      | Espanyol        | gratuito                  |
| A                | Curro Sánchez         | Burgos          | gratuito                  |
| P                | Giorgi Makaridze      | Ponferradina    | gratuito                  |
| D                | Aitor Buñuel          | Tenerife        | gratuito                  |
| A                | Juan Villar           | Huesca          | gratuito                  |
| D                | Nikola Maraš          | Alavés          | prestito                  |
| A                | Arvin Appiah          | Tenerife        | prestito                  |
| A                | Cristian Olivera      | Boston River    | prestito                  |
| D                | Arnau Solà            | Real Murcia     | prestito                  |
| A                | Jordi Escobar         | Betis Deportivo | gratuito                  |
| C                | Javi Robles           | Fuenlabrada     | prestito                  |
| D                | Jonathan Silva Vieira |                 | svincolato                |
| D                | Daniel Carriço        |                 | svincolato                |
| P                | Dragan Rosić          |                 | svincolato                |
| Altre operazioni |                       |                 |                           |
| R.               | Nome                  | a               | Modalità                  |
| D                | Alejandro Pozo        | Siviglia        | fine prestito             |
| D                | Srđan Babić           | Stella Rossa    | fine prestito             |
| D                | Nélson Monte          | Dnipro-1        | fine prestito             |

#### Sessione invernale
| Acquisti         | Acquisti     | Acquisti            | Acquisti               |
| R.               | Nome         | da                  | Modalità               |
| ---------------- | ------------ | ------------------- | ---------------------- |
| P                | Diego Mariño | Sporting Gijón      | definitivo (80 mila €) |
| A                | Luis Suárez  | Olympique Marsiglia | prestito               |
| Altre operazioni |              |                     |                        |
| R.               | Nome         | da                  | Modalità               |
| A                | Arvin Appiah | Tenerife            | fine prestito          |
| C                | Javi Robles  | Fuenlabrada         | fine prestito          |

| Cessioni | Cessioni         | Cessioni     | Cessioni                   |
| R.       | Nome             | a            | Modalità                   |
| -------- | ---------------- | ------------ | -------------------------- |
| P        | Fernando Pacheco | Espanyol     | definitivo (2,2 milioni €) |
| D        | Juanjo Nieto     | Huesca       | gratuito                   |
| C        | Javi Robles      | Pontevedra   | gratuito                   |
| C        | Gui              | Lugo         | prestito                   |
| A        | Arvin Appiah     | Malaga       | prestito                   |
| D        | Iván Martos      | Cartagena FC | prestito                   |

## Risultati

### Primera División

#### Girone di andata
| Arbitro: | Martínez Munuera |

|             |           |                       |
| Ramazani 6’ | Marcatori | 61’ Vázquez 75’ Alaba |

| Arbitro: | de Mera Escuderos |

|             |           |           |
| Collado 30’ | Marcatori | 23’ Sadiq |

| Arbitro: | Gil Manzano |

|                        |           |            |
| Ramazani 42’ Sadiq 55’ | Marcatori | 30’ Torres |

| Arbitro: | González Fuertes |

|                |           |  |
| Weissman 90+3’ | Marcatori |  |

| Arbitro: | Iglesias Villanueva |

|  |           |           |
|  | Marcatori | 28’ Ávila |

| Arbitro: | Martínez Munuera |

|            |           |  |
| Maffeo 25’ | Marcatori |  |

| Arbitro: | Pulido Santana |

|                                                             |           |  |
| I. Williams 10’ Sancet 17’ N. Williams 62’ Vesga 84’ (rig.) | Marcatori |  |

| Arbitro: | González Fuertes |

|                                  |           |            |
| Robertone 8’ Babić 17’ Touré 39’ | Marcatori | 81’ Catena |

| Arbitro: | Muñiz Ruiz |

|                                |           |           |
| Carvalho 23’, 71’ Iglesias 66’ | Marcatori | 52’ Touré |

| Arbitro: | Cuadra Fernández |

|                                     |           |                                |
| Baptistão 13’ Touré 17’ Embarba 38’ | Marcatori | 47’ Riquelme 83’ (rig.) Stuani |

| Arbitro: | De Burgos Bengoetxea |

|                         |           |            |
| Baena 56’ Jackson 90+4’ | Marcatori | 31’ Melero |

| Arbitro: | Carlos del Cerro Grande |

|                                        |           |           |
| Lázaro 52’ de la Hoz 60’ Eguaras 90+6’ | Marcatori | 25’ Veiga |

| Arbitro: | González Fuertes |

|                         |           |  |
| Dembélé 48’ De Jong 62’ | Marcatori |  |

| Arbitro: | Muñiz Ruiz |

|                   |           |  |
| Leo Baptistao 26’ | Marcatori |  |

| Arbitro: | Martínez Munuera |

|                 |           |            |
| Lucas Pérez 83’ | Marcatori | 40’ Melero |

| Arbitro: | Alberola Rojas |

|  |           |                       |
|  | Marcatori | 46’ Silva 53’ Sørloth |

| Arbitro: | Sánchez Martínez |

|              |           |            |
| El Bilal 37’ | Marcatori | 18’ Correa |

| Arbitro: | Gil Manzano |

|                       |           |                        |
| Kluivert 48’ Gayà 65’ | Marcatori | 54’ Chumi 74’ Portillo |

| Arbitro: | Villanueva |

|                                      |           |              |
| Suárez 7’ Baptistão 61’ Portillo 77’ | Marcatori | 90+3’ Joselu |

#### Girone di ritorno
| Arbitro: | Soto Grado |

|                              |           |  |
| Ely 54’ (aut.) Á. Garcia 63’ | Marcatori |  |

| Arbitro: | Alberola Rojas |

|                      |           |                                   |
| Suárez 27’ Costa 62’ | Marcatori | 6’ Rodri 42’ Canales 70’ Guardado |

| Arbitro: | Pizarro Gómez |

|                                                                                        |           |                        |
| Castellanos 8’ Tsygankov 34’ R. Riquelme 36’ J. Hernández 43’ I. Martín 77’ Stuani 79’ | Marcatori | 66’ Ramazani 81’ Touré |

| Arbitro: | Ortiz Arias |

|           |           |  |
| Touré 24’ | Marcatori |  |

| Arbitro: | González Fuertes |

|  |           |                        |
|  | Marcatori | 76’ Moreno 88’ Morales |

| Arbitro: | De Burgos Bengoetxea |

|                                 |           |           |
| Ocampos 45+2’ (rig.) Lamela 73’ | Marcatori | 2’ Akieme |

| Arbitro: | Del Cerro Grande |

|                     |           |           |
| Melero 90+6’ (rig.) | Marcatori | 49’ Martí |

| Arbitro: | Hernández Hernández |

|                            |           |                      |
| Seferović 10’ C. Pérez 81’ | Marcatori | 7’ Babić 32’ Puigmal |

| Arbitro: | Sánchez Martínez |

|                      |           |                |
| Melero 49’ Babić 58’ | Marcatori | 61’ Castillejo |

| Arbitro: | Díaz de Mera Escuderos |

|                   |           |                         |
| Griezmann 5’, 43’ | Marcatori | 37’ (aut.) J.M. Giménez |

| Arbitro: | Pizarro Gómez |

|                 |           |                              |
| Centelles 90+2’ | Marcatori | 9’ N. Williams 56’ de Marcos |

| Arbitro: | Alberola Rojas |

|                   |           |                |
| Borja Mayoral 71’ | Marcatori | 7’, 58’ Suárez |

| Arbitro: | Cuadra Fernández |

|                                         |           |                            |
| Benzema 5’, 17’, 42’ (rig.) Rodrygo 47’ | Marcatori | 45+1’ Lázaro 61’ Robertone |

| Arbitro: | Hernández Hernández |

|                               |           |           |
| Leo Baptistao 22’ Embarba 52’ | Marcatori | 90’ Ponce |

| Arbitro: | Mateu Lahoz |

|                                          |           |              |
| Budimir 46’ Ezzalzouli 51’ Moi Gómez 81’ | Marcatori | 90+2’ Lázaro |

| Arbitro: | Del Cerro Grande |

|                      |           |  |
| Lázaro 12’, 42’, 58’ | Marcatori |  |

| Arbitro: | González Fuertes |

|          |           |  |
| Kubo 49’ | Marcatori |  |

| Almeria 28 maggio 2023, ore 18:30 CEST 37ª giornata | Almería        | 0 – 0 referto | Real Valladolid | Power Horse Stadium (14 608 spett.)\| Arbitro: \| Alberola Rojas \| |
| Arbitro:                                            | Alberola Rojas |               |                 |                                                                     |

| Arbitro: | Soto Grado |

|                                           |           |                                   |
| Puado 13’ Pierre-Gabriel 49’ Koleosho 73’ | Marcatori | 10’ Touré 58’, 87’ (rig.) Embarba |

### Coppa di Spagna
| Arbitro: | Pulido Santana |

|                      |           |  |
| Escobar 4’ Mella 79’ | Marcatori |  |

## Statistiche

### Statistiche di squadra
| Competizione     | Punti | In casa | In casa | In casa | In casa | In casa | In casa | In trasferta | In trasferta | In trasferta | In trasferta | In trasferta | In trasferta | Totale | Totale | Totale | Totale | Totale | Totale | DR  |
| Competizione     | Punti | G       | V       | N       | P       | Gf      | Gs      | G            | V            | N            | P            | Gf           | Gs           | G      | V      | N      | P      | Gf     | Gs     | DR  |
| ---------------- | ----- | ------- | ------- | ------- | ------- | ------- | ------- | ------------ | ------------ | ------------ | ------------ | ------------ | ------------ | ------ | ------ | ------ | ------ | ------ | ------ | --- |
| Primera División | 41    | 19      | 10      | 3       | 6       | 29      | 22      | 19           | 1            | 5            | 13           | 20           | 43           | 38     | 11     | 8      | 19     | 49     | 65     | -16 |
| Coppa del Re     | -     | 0       | 0       | 0       | 0       | 0       | 0       | 1            | 0            | 0            | 1            | 0            | 2            | 1      | 0      | 0      | 1      | 0      | 2      | -2  |
| Totale           | -     | 19      | 10      | 3       | 6       | 29      | 22      | 20           | 1            | 5            | 14           | 20           | 45           | 39     | 11     | 8      | 20     | 49     | 67     | -18 |